# Cyrtopeltocoris barberi
Cyrtopeltocoris barberi är en insektsart som beskrevs av Knight 1968. Cyrtopeltocoris barberi ingår i släktet Cyrtopeltocoris och familjen ängsskinnbaggar. Inga underarter finns listade i Catalogue of Life.